# ガルデル (小惑星)
ガルデル (6380 Gardel) は小惑星帯に位置する小惑星。埼玉県大里郡寄居町で森弘と新井優が発見した。
アルゼンチンのタンゴ歌手・俳優、カルロス・ガルデルから命名された。